# Helmut Nielsen
Helmut "Denger’" Nielsen, (20. november 1919 på Østerbro i København-14. november 2005 på Nørrebro i København), var en dansk fodboldspiller som vandt DM med B.93 i 1942 og 1946.
Helmut Nielsen var den tredje ældste af fem fodboldspillende brødre. Familien boede i Brumleby, der stødte op til B.93s tidligere fodboldbaner, hvor nu Parken er beliggende. Han blev den af brødrene som fik flest kampe på B.93s divisionshold, nemlig 217 og scorede 121 mål i perioden 1939-1954. Han spillede to U-landskampe i 1947).
Han var med til at sikre klubben sine to seneste DM-titler, i 1942 som centerforward og 1946 som venstre wing. Han var væk fra fodbolden med skader flere gange, bl.a. med et alvorligt benbrud i 1951. 
Hans bror Svend spillede 139 kampe for klubben i perioden 1947-1961 og spillede 13 A-landskampe. 
To andre af brødrene, Henry og Arno, blev som Svend landsholdsspillere og spillede henholdsvis seks og to landskampe. Den sidste bror Bent kom som de fire andre brødre på B.93’s 1. hold. Sammenlagt har de fem brødre spillet 658 kampe og scoret 230 mål for klubben. 